# Pięć Stawów Spiskich

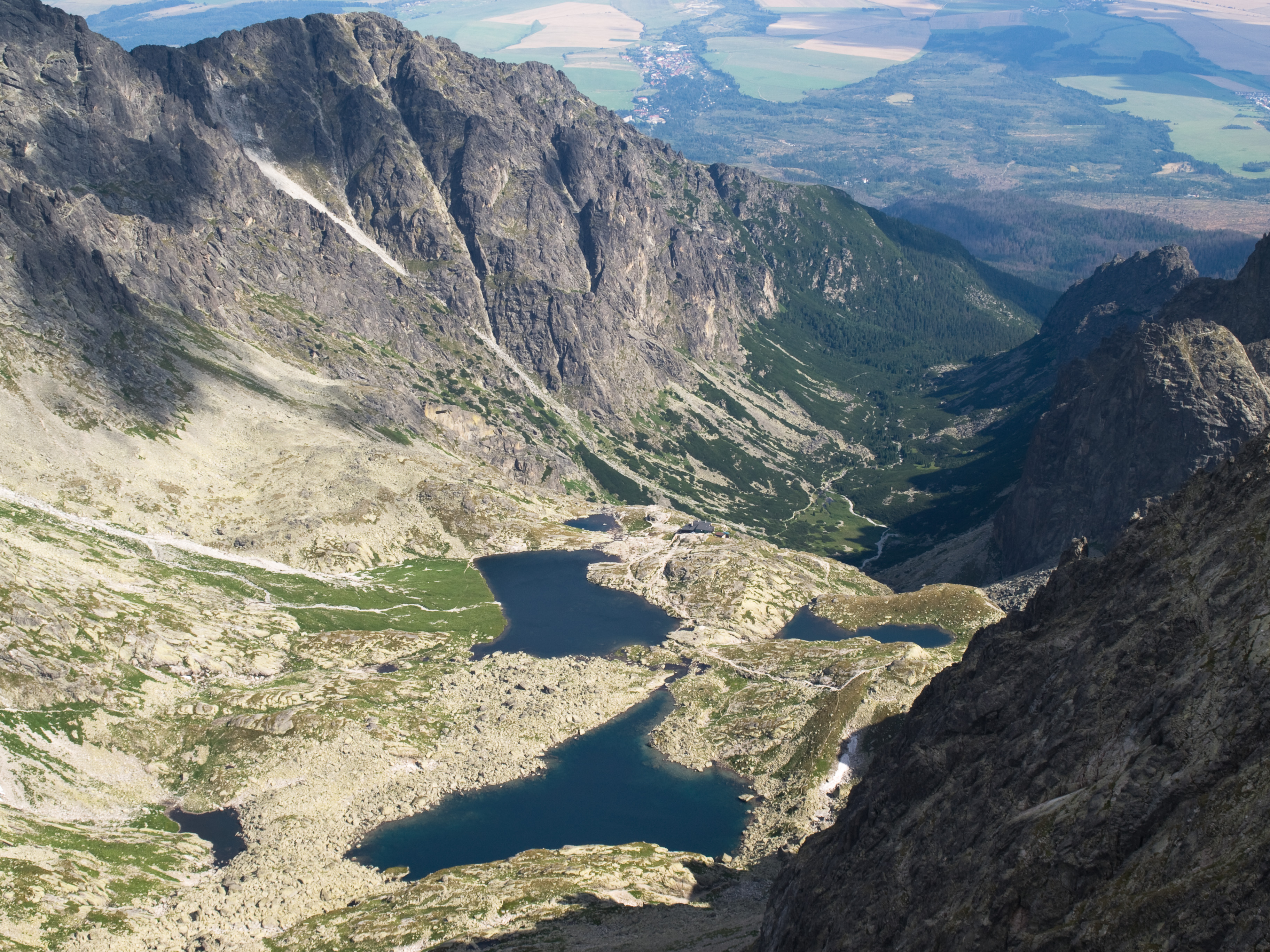
Pięć Stawów Spiskich

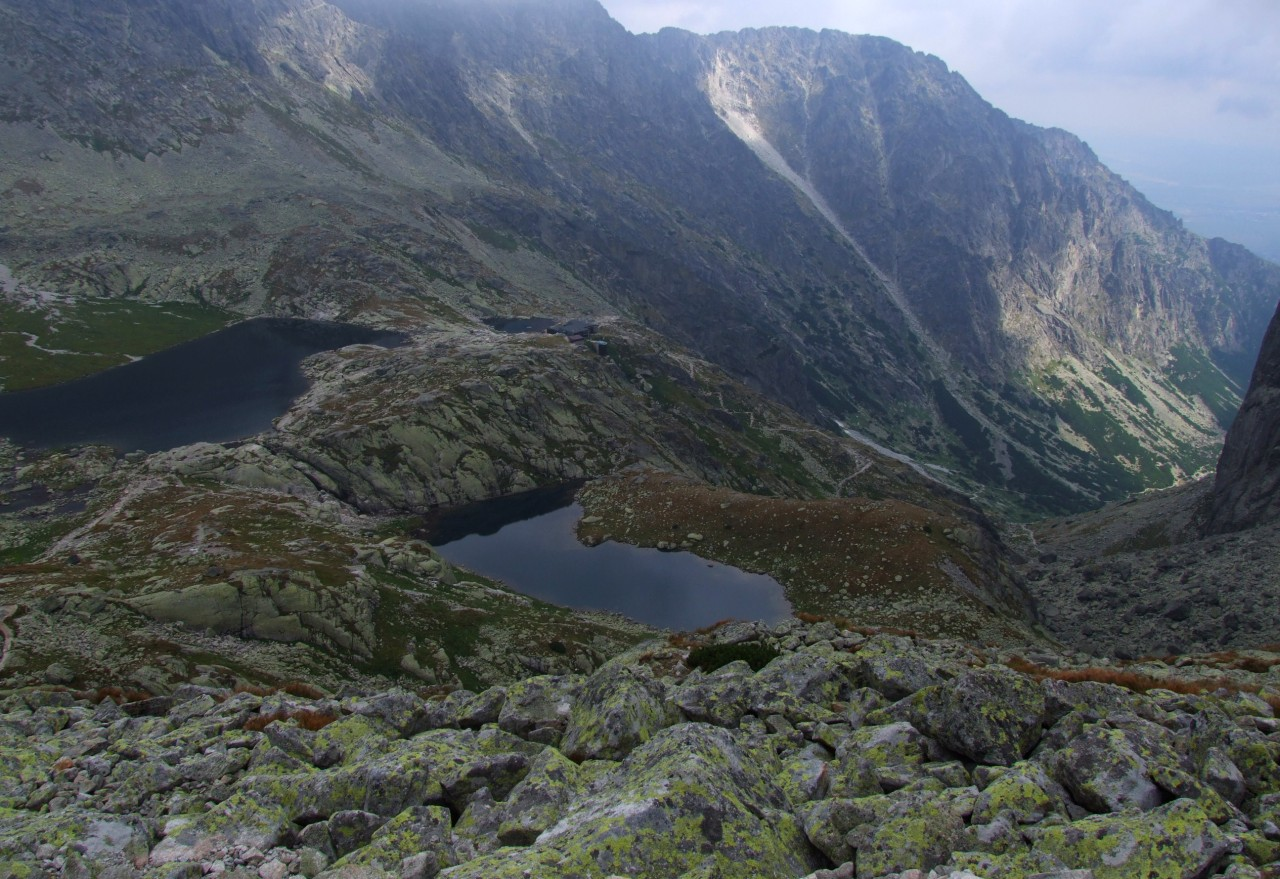
Spiskie stawy

Pięć Stawów Spiskich (słow. Päť Spišských plies, Päť plies, Spišské plesa, niem. Fünfseen, Zipser Fünfseen, Kleinkohlbacher Fünfseen, węg. Öt-tó, Kis-Tarpataki Öt-tó) – grupa pięciu jezior polodowcowych w dolnej części Doliny Pięciu Stawów Spiskich (Kotlina Piatich Spišských plies) w słowackich Tatrach Wysokich. Są to (w nawiasach kolejno nazwa słowacka, wysokość n.p.m., powierzchnia i głębokość):
- Niżni Staw Spiski (Nižné Spišské pleso, 2000 m, 0,71 ha, 4,2 m) – wysunięty najbardziej na południe, w kotlince opadającej w stronę Dolinki Lodowej
- Mały Staw Spiski (Malé Spišské pleso, 2000 m, 0,18 ha, 3,5 m) – najmniejszy, położony najbardziej na wschód, tuż nad wysokim progiem doliny (Złotymi Spadami)
- Pośredni Staw Spiski (Prostredné Spišské pleso, 2013 m, 2,36 ha, 4,6 m)
- Wielki Staw Spiski (Veľké Spišské pleso, 2014 m, 3,48 ha, 10,0 m) – największy i najgłębszy, wysunięty na zachód
- Zadni Staw Spiski (Vyšné Spišské pleso, 2022 m, 0,21 ha, 1,5 m) – wysunięty najbardziej na północ i najpłytszy.

Z Pięciu Stawów Spiskich wypływa Mała Zimna Woda (Malý Studený potok). Powierzchniowego odpływu jako jedyny nie wykazuje Zadni Staw Spiski. Z Wielkiego Stawu potok płynie do Pośredniego Stawu. Z Pośredniego Stawu woda odpływa natomiast w dwóch kierunkach:
- jeden z odpływów płynie do Małego Stawu, skąd wypływa Mała Zimna Woda, i opada przez Złote Spady, tworząc Złotą Siklawę.
- drugi odpływ płynie do Niżniego Stawu, a stamtąd przez próg skalny do dolnej części Dolinki Lodowej, gdzie ginie w rumowiskach (podziemnie wody wędrują dalej do Małej Zimnej Wody).

## Szlaki turystyczne
Czasy przejścia podane na podstawie mapy.
  – zielony szlak od Schroniska Zamkovskiego dnem Doliny Małej Zimnej Wody do Schroniska Téryego (leżącego najbliżej stawów Pośredniego i Małego), stąd dalej razem ze szlakiem żółtym i po jego odłączeniu na Lodową Przełęcz, skąd dalsza droga prowadzi aż do Jaworzyny Tatrzańskiej.
- Czas przejścia od Schroniska Zamkovskiego do Schroniska Téryego: 1:45, ↓ 1:20 h
- Czas przejścia od Schroniska Téryego na Lodową Przełęcz: 1:30 h, ↓ 1:20 h
- Czas przejścia z przełęczy do Jaworzyny: 4 h, ↑ 5 h

  – żółty szlak, biegnący początkowo razem z zielonym, potem przechodzący w jednokierunkowy szlak przez przełęcz Czerwoną Ławkę do Doliny Staroleśnej
- Czas przejścia ze Schroniska Téryego na Czerwoną Ławkę: 1:30 h
- Czas przejścia z przełęczy do Schroniska Zbójnickiego: 1:45 h